# Dundarrach
Dundarrach – jednostka osadnicza w Stanach Zjednoczonych, w stanie Karolina Północna, w hrabstwie Hoke.